# Маруся Богуславка
Маруся Богуславка — главная героиня украинской народной думы.
Жила приблизительно в первой четверти XVII века в городе Богуслав девушка Маруся, дочь священника Покровской церкви. Церковь и стояла на острове, омываемом с одной стороны рекой Росью, а с другой — речушкой Сваволкой. Как утверждают народные предания, возле церкви стоял дом Марусиного отца. Турки и татары зачастую нападали на заросянскую часть города, так как она не была укреплена и подход к ней с юго-востока был открыт. Нападающие избегали осады крупных городов и крепостей. Богуслав же имел в то время хорошо укреплённую крепость, которая с трёх сторон имела водные преграды. Налетая, турки захватывали в плен людей с заросянской стороны. Так была схвачена и Маруся, прошла она тяжёлый и долгий путь от родного города в Крым, пережила ужас невольничьего торга и была продана в Турцию. Думы (их существует много вариантов), отличаются поэтичностью, лаконичностью. Но в них мало освещена жизнь Маруси. Там только дается намёк, что она происходит из семьи богуславского священника. В думе не названы ни фамилия, ни отчество Маруси, автор называет её «дівка-бранка (пленница) Маруся, попівна богуславка». Ни в одной из дум ничего не сказано о том, когда и как попала Маруся в Турцию.
Из исторических документов видно, что турки и татары зачастую нападали на Поросье в первой четверти XVII века. Поэтому похищение Маруси могло произойти около 1620 года. В этом году Богуславу было предоставлено Магдебургское право, и богатый город стал лакомой добычей для чужеземцев.
Можно сделать вывод, что Маруся стала женой турецкого паши, и что он доверял ей ключи от темницы, в которой, как говорится в думе, тридцать лет мучились семьсот казаков-невольников. У Маруси Богуславки не угасла любовь к родной земле, о которой она каждый раз говорит «наша». Прощаясь с невольниками, Маруся просит их заехать в Богуслав:

Ой, козаки,

Ви бідні невільники!

Кажу я вам, добре дбайте,

В городи християнські утікайте.

Тільки, прошу я вас, одного,

города Богуслава не минайте,

Моєму батькові й матері знати давайте:

Та нехай мій батько добре дбає,

Грунтів, великих маєтків нехай не забуває,

Великих скарбів не збирає,

Та нехай мене, дівки бранки

Марусі, попівни богуславки,

З неволі не викупає.
Дума была впервые напечатана в 1856 году.

## Экранизации
- «Маруся Богуславка» — советский мультфильм студии «Киевнаучфильм» (1966).